# Кожуун
Кожуун — историческое название военно-феодального удела в Туве; в настоящее время — наименование муниципальных районов в Республике Тыва.
В середине XVIII века после захвата Тувы маньчжурской Империей Цин было изменено её административно-территориальное устройство. По численности военнообязанных мужчин были образованы:
- из 10 человек — арбан,
- из 150 человек — сумон,
- из нескольких сумонов — хошун (кожуун).

Понятие «хошун» манчжурские власти ввели в 1759 году. Сначала хошунами именовались большие части армии империи (так называемые «знамёна»), которые были сопоставимы с дивизиями (в армиях европейских государств). После этого включавший в себя шесть сумонов хошун стал считаться равным полку, а пять хошунов — дивизии. На 1759 год в манчжурской армии насчитывалась одна дивизия.
Рядовые тувинцы не имели права уходить из своего хошуна, хотя ранее территориальная организация была иной. Объединяло некоторые хошуны управление — институт Бугдийн-дарга.
В 1917—1927 годах хошуны имелись в Бурятии. Там они приравнивались к волостям.
С 1921 года вплоть до 1944 года хошуны существовали в ТНР. Во времена СССР они именовались районами.
После распада СССР в Российской Федерации был образован субъект Республика Тыва, где районы именуются кожуунами. По региональному законодательству понятия «кожуун» и «район» равнозначны.